# Park Krajobrazowy Telašćica
Park Krajobrazowy Telašćica – park krajobrazowy położony na archipelagu wysp wschodniej Chorwacji.
Park zajmuje powierzchnię 70,5 km², z czego 44,55km² to woda oraz 25,95km² to ląd. Swoim zasięgiem obejmuje 13 wysp oraz pobliskie łąki podmorskie. W części lądowej parku znajduje się wiele wzgórz krasowych. Zidentyfikowano tutaj ponad 400 gatunków roślin.
W 2007 roku wraz z Parkiem Narodowym Kornati został wpisany na listę informacyjną UNESCO.